# Pachythone distigma
Pachythone distigma är en fjärilsart som beskrevs av Bates 1868. Pachythone distigma ingår i släktet Pachythone och familjen Riodinidae. Inga underarter finns listade i Catalogue of Life.